# Новак Аџић
Новак Аџић (Цетиње, 5. јануар 1975) црногорски је правник, публициста, политичар и универзитетски предавач. Дио његових радова препознат је по фалсификовању података, селективном одабиру извора и теоријама завјера.

## Биографија
Његов саплеменик Вуле Аџић се у Црну Гору доселио из Старе Херцеговине, као што је и значај дио људи насељених у Катунској нахији. Новине Глас Црногорца су о њему писале:
Он је родом из Пиве... ратовао је по Херцеговини... кнез Никола...одликовао га је медаљом Милоша Обилића... но пред Турцима не могаше и даље крити своје јуначко срце и српске тежње своје. За то ускочи у Црну Гору...
Дипломирао је на Правном факултету Универзитета Црне Горе у Подгорици 20. априла 2001. са просјечном оцјеном 8,66. Магистрирао је 16. новембра 2012. из области историјских наука на Филозофском факултету у Никшићу, одбранивши магистарски рад под насловом Судство и политика-правни и политички основ судских процеса у Црној Гори (1920—1940). Докторанд је историјских наука на Универзитету Црне Горе, са темом докторске дисертације под насловом Црногорска странка 1925—1945. Комисију за докторску дисертацију чине: проф. др Шербо Растодер, редовни професор историје на Филозофском факултету Универзитета Црне Горе, академик ЦАНУ, ДАНУ и БАНУ, проф. др Иво Банац, редовни професор историје на Загребачком свеучилишту, професор емеритус Универзитета Јејл у САД, дописни члан ХАЗУ, и проф. др Момчило Зечевић, редовни професор историје Универзитета у Новом Саду, академик, редовни члан ЦАНУ.
Приправнички стаж одрадио је у министарству спољних послова Црне Горе, у којему је у савјетничком звању службовао од јуна 2002. до краја септембра 2003. године. Од 2. октобра 2003. до јуна 2007. радио је као савјетник потпредсједника Владе Црне Горе. Од 1. јуна 2007. до 28. јула 2009. био је помоћник министра културе, спорта и медија у Влади Црне Горе — руководилац сектора за европске интеграције и међународну сарадњу. Од 1. октобра 2009. директор је Завода за интелектуалну својину Црне Горе. Био је (2012—2014) сарадник у настави (професор по уговору) на Факултету политичких наука у Подгорици на предмету „Општа савремена политичка историја”. Од 2013. хонорарни (уговорни) је сарадник (професор по уговору) у настави на Филозофском факултету у Никшићу, на предметима „Увод у историју и историја историографије” и „Историја Југославије” (I и II).
Од 1991. до краја 1997. био је члан и функционер, предсједник омладине, члан Главног и Извршног одбора Либералног савеза Црне Горе (ЛСЦГ). Од 2001. члан је Социјалдемократска партија Црне Горе (СДП). Био је портпарол СДП (2001—2002), а члан је Главног одбора СДП од 2001. до 2015. године. Након Конгреса СДП 2015. изабран је, на предлог предсједника партије Ранка Кривокапића, за члана Предсједништва и по функцији члана Главног одбора СДП.
Писао је и уређивао часопис Црногорски анали. Учествовао је на бројним домаћим и међународним симпозијумима и другим научним скуповима, на којима се дискутовало о разним темама из историје Црне Горе.
Аутор је књига, студија и монографија. Већ у 20. години живота је објављена прва књига под његовим именом на 296 страна, Стварање и развој црногорске нације (1995), коју је издала политичка странка Либерални савез Црне Горе. Сљедеће године је усљедила књига Црна Гора у доба Балшића: (1360—1421) (1996), иако тада Црна Гора као држава и Црногорци не постоје, као ни у доба Црнојевића. Црнојевићи када досељавају на Цетиње себе називају Зећанима, а црногорски идентитет настаје доста касније. Остале књиге су: Посљедњи дани Краљевине Црне Горе (1998), Кратка историја Црногорске православне цркве: (од средине XV вијека до 1920. године) (2000), Посланства у Црној Гори: (1878—1921) (2002), Црногорски хероји Саво Распоповић и Петар Звицер (2003), Борци за независну Црну Гору: 1918—1941. Том 2. (2010), Др Секула Дрљевић и црногорско питање: 1918—1941 (2010) и друге.
У јавности се лажно титулисао као доктор Новак Аџић (2012) и прије одбране доктората (2015), као и историчар, и прије завршетка права. Аџић је у свом ауторском тексту фалсификовао посмртовницу Шћепана Мијушковића на начин да је обрисао знакове навода код глагола посрбљавају, да испадне да неко буквално посрбљава, наводно несрпске Црногорце, који су и од раније били етнички Срби. Други аутор на истом сајту Монтенегрина, Владо Мићуновић, у свом тексту ту посмртовницу цитира аутентично, са наводницима, не мијењајући тако суштину реченога. Батрић Јовановић у својој књизи Расрбљивање Црногораца: Стаљинов и Титов злочин тврди да Саво Брковић није аутор „своје” књиге О постанку и развоју црногорске нације него је књига само објављена под његовим именом, а у склопу државне политике расрбљавања Црне Горе. Он сматра да су исте сумње оправдане и у случају младог Новака Аџића, који са 20 година већ објављује прву књигу историјског садржаја на око 300 страна или Мирослав Ћосовић чија прва књига има преко 700 страна, са селективним цитирањем огромног броја историјских извора.
Историчар и политичар Драгутин Паповић критиковао је Новака Аџића, тврдећи да „сви који негирају српске коријене Црногораца, морати да се суоче са чињеницом да је званичан став Књажевине, односно Краљевине Црне Горе, био да је у тадашњој ЦГ живјело, изузимајући пар процената албанског, само српско становништво све три вјере”. Паповић се изругује са тезама о „увозу” српства у Црну Гору које промовише Новак Аџић.

## Ставови
Током гостовање у јутарњем програму РТЦГ током 2014. године, Аџић је тврдио да је Југославија масонска творевина и то превасходно француских масона (ложе великог оријента). По његовој теорији, масони су створили Југославији и уредили прилике на Балкану тако да Србија буде хегемон на Балкану.
Заступник је псеудоисторијске тезе да је династија Немањић, чији су кључни чланови рођени у данашњој Црној Гори, окупатор и уништитељ државе Црне Горе.
Поједине злочине над становништвом Црне Горе и Србима Зеленашима публициста Аџић означио је као великосрпски етноцид.
Аџић сматра Српску православну цркву за окупаторску и узурпаторску цркву у Црној Гори.
Противи се обнови Његошеве задужбине-капеле. Говорећи о овој теми септембра 2024. је изјавио да се „окупаторска капела Александра Карађорђевића из 1925. неће враћати на врх Ловћена док је живих правих и темељних, аутохтоних Црногораца”.